# Корылькы (приток Варка-Сылькы)
Корылькы — река в России, протекает по территории Ямало-Ненецкого АО. Устье реки — 106-й км Варка-Сылькы. Длина составляет 87 км.
Образуется слиянием Кыпа-Корылькы и Вэрк-Корылькы.

## Притоки
- 17 км: Кедровая
- 21 км: река без названия
- 63 км: Тихая
- 77 км: Мачилькы
- 87 км: Вэрк-Корылькы
- 87 км: Кыпа-Корылькы

## Данные водного реестра
По данным государственного водного реестра России относится к Нижнеобскому бассейновому округу, водохозяйственный участок реки — Таз, речной подбассейн реки — подбассейн отсутствует. Речной бассейн реки — Таз.
Код объекта в государственном водном реестре — 15050000112115300069718.